# Kościół św. Marcina w Piątku Wielkim
Kościół świętego Marcina w Piątku Wielkim – rzymskokatolicki kościół parafialny należący do parafii pod tym samym wezwaniem (dekanat Stawiszyn diecezji kaliskiej).
Jest to świątynia wzniesiona w 1740 roku. Ufundowana została przez kardynała, biskupa krakowskiego Jana Aleksandra Lipskiego. Remontowana była w 1761 roku. W 1979 roku zostało wymienione pokrycie gontowe na blaszane oraz zostało odnowione wnętrze.
Budowla jest drewniana, orientowana, jednonawowa, posiada konstrukcję zrębową. Prezbiterium kościoła jest mniejsze w stosunku do nawy, zamknięte jest trójbocznie, z boku jest umieszczona zakrystia. Z boku nawy znajduje się kruchta. Od frontu jest umieszczona wieża konstrukcji słupowej, trójkondygnacyjna, kwadratowa, w jej przyziemiu znajduje się kruchta. Wieżę zwieńcza dach namiotowy, na dachu jest umieszczony podwójny blaszany dach hełmowy z latarnią i krzyżem. Świątynia jest nakryta stromym dachem, dwukalenicowym pokrytym blachą. Wnętrze jest obite boazerią w geometryczne wzory, na suficie widnieje orzeł w koronie. Wnętrze jest nakryte płaskimi stropami ze skośnymi odcinkami bocznymi. Chór muzyczny posiada prostą linię parapetu i jest ozdobiony prospektem organowym. Ołtarz główny w stylu barokowym pochodzi z 2 połowy XVII wieku, natomiast dwa ołtarze boczne reprezentują styl późnobarokowy i powstały w 2 połowie XVIII wieku.